# Neckera brasiliensis
Neckera brasiliensis là một loài rêu trong họ Neckeraceae. Loài này được (Hornsch.) Müll. Hal. mô tả khoa học đầu tiên năm 1850.